# Гаджиев, Юнсур Мусахан оглы
Юнсур (Юнис) Мусахан оглы Гаджиев (азерб. Yunsur Musaxan oğlu Hacıyev; 1905, Хырмандалы, Бакинская губерния — 18 ноября 1969, там же) — советский азербайджанский хлопковод, Герой Социалистического Труда (1966).

## Биография
Родился в 1905 году в селе Хырмандалы Джеватского уезда Бакинской губернии (ныне Билясуварский район Азербайджана).
С 1932 года колхозник, бригадир колхоза имени Тельмана Пушкинского района Азербайджана. Отличился при сборе хлопка и выполнении плана VII пятилетки.
Указом Президиума Верховного Совета СССР от 30 апреля 1966 года за успехи, достигнутые в увеличении производства и заготовок хлопка-сырца Гаджиеву Юнсуру Мусахан оглы присвоено звание Героя Социалистического Труда с вручением ордена Ленина и золотой медали «Серп и Молот».
Скончался 18 ноября 1969 года в селе Хырмандалы Пушкинского района.